# Kawelolauhuki
Kawelolauhuki [Kavelolauhuki] (ili Kawelolauhuku) bila je princeza havajskog otoka Kauaija i kraljica drugog otoka, Oʻahua.

## Životopis
Kawelolauhuki je rođena kao kći kralja Kawelomahamahaije i kraljice Kapohinakalani te je bila unuka Kamakapua. Otac joj je bio veliki vladar.
Bila je sestra kralja Kawelomakualue i teta kralja Kaweloaikanake, te sestra princa Kaweloikiakoʻoa, princa Koʻoakapokoa, princeze Kaʻawihiokalani i princeze Malaiakalani, koja je bila majka Kaweloamaihunaliija.
Udala se za kralja Kahoowahaokalanija te su imali sina Kauakahiakahoowahu, preko kojeg je bila baka kralja Kūaliʻija.